# The Terminal
The Terminal è un film del 2004 diretto da Steven Spielberg ed interpretato da Tom Hanks, Catherine Zeta-Jones e Stanley Tucci.
È stato presentato fuori concorso e come "evento speciale" - nonché come film d'apertura - alla 61ª Mostra internazionale d'arte cinematografica di Venezia.

## Trama
(Viktor Navorski)
New York, Stati Uniti. Viktor Navorski è un cittadino di uno stato (immaginario) dell'Europa orientale, la "Krakozhia". Quando atterra a New York, scopre che nel suo Paese è avvenuto un feroce colpo di Stato proprio mentre si trovava in aereo diretto verso l'ambita America. Costretto a sostare nell'aeroporto internazionale "John Fitzgerald Kennedy", con un passaporto ormai privo di validità, Viktor si vede negato il visto d'ingresso per gli Stati Uniti e impedita, da parte del capo della sicurezza Frank Dixon, la possibilità di far ritorno a casa, dovendo quindi restare all'interno del terminal dedicato ai voli internazionali, senza possibilità di varcare la frontiera. Col passare dei mesi, Viktor scoprirà a poco a poco il mondo del terminal, pieno di personaggi originali e inaspettate manifestazioni di generosità, divertimento e perfino romanticismo. Si sviluppa quindi la storia di una persona che si adatta a vivere in un nonluogo, che per la maggior parte delle persone è solo un punto di passaggio, imparando l'inglese, facendosi accettare e stringendo delle relazioni con le persone che lavorano nell'aeroporto.
Inizialmente trattenuto per soltanto un giorno, Viktor si ritrova a dover vivere per giorni, e poi mesi, in aeroporto, con la necessità di dormire e mangiare. Inizia a stendersi su alcune sedie in un'area abbandonata, che smonta per poter dormire più comodamente. Per quanto riguarda il cibo, inizialmente si arrabatta con i cracker e le salsine distribuiti gratuitamente, per poi scoprire di poter guadagnare qualche moneta risistemando i carrelli, denaro che spende al ristorante Burger King dell'aeroporto. 
Dixon lo osteggia assumendo un addetto ai carrelli, ma in suo aiuto arriva il giovane addetto alla mensa Enrique Cruz. Quest'ultimo è innamorato della bella agente Torres, da cui Viktor va quotidianamente per farsi timbrare i documenti e per tentare, invano, di entrare a New York. Enrique, troppo timido per dichiararsi, offre a Viktor del cibo in cambio di informazioni sulla donna. Grazie all'operato di Viktor, i due si innamoreranno e convoleranno a nozze.
Viktor diventa famoso in tutto l'aeroporto quando un viaggiatore russo viene trattenuto per possesso di farmaci senza ricetta. L'uomo doveva portarli dal Canada al padre malato ed è visibilmente disperato, ma si scontra con l'inflessibilità di Dixon. Viktor viene convocato in quanto l'unico a sapere il russo (o un dialetto simile) e, capendo la situazione drammatica dell'uomo, traduce che le medicine sono per la capra, e non per il padre; questo perché non è necessaria la ricetta per farmaci destinati ad animali.
All'inizio della storia, Viktor conosce la bella hostess Amelia Warren, che però è l'amante di un uomo, Max. Tra un viaggio della donna e l'altro, Viktor ha più occasioni per poterla rivedere, scoprire che ha lasciato Max e poterla invitare a cena, sempre in aeroporto. Amelia, dal canto suo, capisce molto tardi la condizione particolare di Viktor, avendolo creduto un viaggiatore abituale.
Dixon, che già durante l'obbligata permanenza di Viktor nel terminal negò qualsiasi richiesta di aiuto da parte di quest'ultimo (vedendolo inizialmente come un fastidioso "problema burocratico"), decide di scoprire cosa l'uomo nasconde nel suo misterioso barattolo di noccioline e perché sia venuto a New York, mistero che Viktor rivelerà inizialmente solo ad Amelia. Il barattolo contiene ciò che lui chiama "jazz", cioè una raccolta di autografi e locandine dei jazzisti più famosi, e il vero motivo del suo viaggio a New York è proprio ottenere l'ultimo autografo della collezione del padre, grande appassionato di jazz, morto prima di riuscire a completarla.
Quando finalmente torna la pace in Krakozhia, Viktor riesce ad ottenere i documenti validi, ma Dixon arriva perfino a minacciarlo: se Viktor non prende immediatamente l'aereo per tornare nel suo paese, egli farà licenziare i membri dello staff che durante la sua permanenza lo hanno aiutato, fra cui anche l'addetto alle pulizie Gupta (fuggito dal suo paese d'origine, l'India, anni prima, dove gestiva una piccola attività, per aver accoltellato un poliziotto corrotto che lo vessava estorcendogli denaro).
Sarà proprio Gupta ad aiutarlo, praticamente "autolicenziandosi" e facendogli capire che non deve arrendersi e che la sua missione nella Grande Mela è più importante di qualsiasi cosa. Giunto all'uscita del terminal, Viktor incontra per l'ultima volta Amelia, la quale però alla fine deciderà di non seguirlo, per tornare da Max.
Una volta uscito, Viktor finalmente riesce a ottenere l'autografo di Benny Golson, l'ultimo jazzista, e si prepara per fare ritorno a casa.

## Ispirazione
Il film è ispirato alla storia vera del rifugiato iraniano Mehran Karimi Nasseri: giunto nel 1988 all'Aeroporto di Parigi Charles de Gaulle, dopo essersi visto rifiutare il visto di ingresso dal Regno Unito a seguito del furto del suo passaporto, le opportunità offerte dalle autorità francesi furono due: il rimpatrio o la permanenza in Francia. Mehran Karimi Nasseri visse nel terminal 1 dell'aeroporto della capitale francese sino all'agosto 2006 per poi tornare a vivere nel terminal 2F dove morì il 13 novembre 2022. Sembra che Steven Spielberg abbia versato all'iraniano circa 300 000 dollari per poter portare sulla scena la sua storia.

## Produzione
Il film prevedeva un finale differente (nel quale Amelia andava a New York con Viktor), ma le anteprime presso il pubblico convinsero Spielberg a girarne un altro. Il ritardo nella lavorazione ha fatto slittare il successivo progetto di Spielberg, Munich, ma gli ha dato la possibilità di iniziare prima le riprese de La guerra dei mondi. Il budget per la realizzazione del film è stato di 60 milioni di dollari.

### Riprese
L'aeroporto in cui è stato girato il film è il Mirabel International Airport di Montréal, in Canada. La maggior parte delle scene in interno è stata girata in un set realizzato appositamente all'interno di un hangar a Palmdale.

## Krakozhia
La Krakozhia (Кракозия o Кракожия) è una nazione immaginaria, patria del protagonista, le cui caratteristiche ricordano un'ex Repubblica Federata Sovietica o un Paese dell'ex Blocco orientale.
Nel film l'esatta localizzazione geografica della Krakozhia è intenzionalmente taciuta e mantenuta sul vago, lasciando soltanto intendere che Viktor provenga da un Paese dell'Europa orientale o da una ex Repubblica Sovietica. Comunque, in una scena, è brevemente mostrata una mappa della Krakozhia su uno degli schermi televisivi dell'aeroporto, durante uno dei notiziari relativi al conflitto civile scoppiato nel Paese: i suoi confini sono quelli della Repubblica della Macedonia del Nord. In un'altra scena il protagonista mostra la sua patente di guida, che appare essere stata rilasciata in Bielorussia.
John Williams, il compositore della colonna sonora del film, ha scritto anche un inno nazionale della Krakozhia.
Durante l'andamento del film la lingua adoperata dal protagonista è il bulgaro (Lo si capisce da frasi del tipo "добр ден", "не чувам нищо", "усилете звука" e dalla ripetizione in più occasioni, dove viene pronunciata per la frustrazione, della famigerata imprecazione bulgara "мамка му..!") e durante la scena in cui Viktor parla col suo connazionale. In un'altra scena il protagonista parla una fittizia lingua slava, che mescola elementi del bulgaro e del russo.
Quando invece Viktor acquista presso un negozio dell'aeroporto una guida turistica di New York in inglese e una nella sua lingua per confrontarle e imparare meglio l'inglese, il libro su cui studia è scritto in russo (nonostante lui traduca vocalmente le parole sempre in bulgaro, per esempio quando apprende che la parola "приятели" vuol dire "Amici" o "Friends", siccome in quel momento stava leggendo un articolo basato sull'omonima sitcom statunitense).